# Five Nations 1912
Die Ausgabe 1912 des jährlich ausgetragenen Rugby-Union-Turniers Five Nations (seit 2000 Six Nations) fand vom 1. Januar bis zum 8. April statt. Turniersieger wurden gemeinsam England und Irland (die Punktedifferenz spielte nach damaligem Turniermodus keine Rolle).

## Teilnehmer
| Land       | Stadion                               | Stadt             | Kapitän                                        |
| ---------- | ------------------------------------- | ----------------- | ---------------------------------------------- |
| England    | Twickenham Stadium                    | London            | Robert Dibble / Norman Wodehouse               |
| Frankreich | Parc des Princes                      | Paris             | Marcel Communeau / Jacques Dedet / Gaston Lane |
| Irland     | Lansdowne Road / Balmoral Showgrounds | Dublin / Belfast  | Dickie Lloyd / Alexander Foster                |
| Schottland | Inverleith                            | Edinburgh         | John MacCallum                                 |
| Wales      | St Helen’s / Rodney Parade            | Swansea / Newport | Dicky Owen / Jack Bancroft / Tommy Vile        |

## Tabelle
|    | Land       | Spiele | Siege | Unent. | Ndlg. | Spiel- punkte | Diff. | Tabellen- punkte |
| -- | ---------- | ------ | ----- | ------ | ----- | ------------- | ----- | ---------------- |
| 1. | England    | 4      | 3     | 0      | 1     | 44:16         | + 28  | 6                |
| 1. | Irland     | 4      | 3     | 0      | 1     | 33:34         | − 1   | 6                |
| 3. | Schottland | 4      | 2     | 0      | 2     | 53:37         | + 16  | 4                |
| 4. | Wales      | 4      | 2     | 0      | 2     | 40:34         | + 6   | 4                |
| 5. | Frankreich | 4      | 0     | 0      | 4     | 25:74         | − 49  | 0                |

## Ergebnisse
| 1. Januar 1912 | Frankreich                 | 6 : 11         | Irland                                          | Parc des Princes, Paris Zuschauer: 18.000 Schiedsrichter: Arthur Jones (England) |
| 1. Januar 1912 | Versuche: Dufau Simonpaoli | (6:11) Bericht | Versuche: Foster Lloyd Taylor Erhöhungen: Lloyd | Parc des Princes, Paris Zuschauer: 18.000 Schiedsrichter: Arthur Jones (England) |

| 20. Januar 1912 | England                                    | 8 : 0   | Wales | Twickenham Stadium, London Zuschauer: 20.000 Schiedsrichter: J. T. Tulloch (Schottland) |
| 20. Januar 1912 | Versuche: Brougham Pym Erhöhungen: Chapman | Bericht |       | Twickenham Stadium, London Zuschauer: 20.000 Schiedsrichter: J. T. Tulloch (Schottland) |

| 20. Januar 1912 | Schottland                                                                                    | 31 : 3         | Frankreich          | Inverleith, Edinburgh Zuschauer: 20.000 Schiedsrichter: John Coffey (Irland) |
| 20. Januar 1912 | Versuche: Gunn Pearson Sutherland (2) Turner Will Erhöhungen: Turner (5) Straftritte: Pearson | (13:3) Bericht | Versuche: Communeau | Inverleith, Edinburgh Zuschauer: 20.000 Schiedsrichter: John Coffey (Irland) |

| 3. Februar 1912 | Wales                                                                        | 21 : 6        | Schottland            | St Helen’s, Swansea Zuschauer: 30.000 Schiedsrichter: Frank Potter-Irwin (England) |
| 3. Februar 1912 | Versuche: Hirst Morgan Plummer Erhöhungen: Bancroft (2) Dropgoals: Birt Trew | (7:3) Bericht | Versuche: Milroy Will | St Helen’s, Swansea Zuschauer: 30.000 Schiedsrichter: Frank Potter-Irwin (England) |

| 10. Februar 1912 | England                                        | 15 : 0        | Irland | Twickenham Stadium, London Zuschauer: 25.000 Schiedsrichter: T. D. Schofield (Wales) |
| 10. Februar 1912 | Versuche: Birkett Brougham Poulton Roberts (2) | (3:0) Bericht |        | Twickenham Stadium, London Zuschauer: 25.000 Schiedsrichter: T. D. Schofield (Wales) |

| 24. Februar 1912 | Irland                                               | 10 : 8        | Schottland                                  | Lansdowne Road, Dublin Schiedsrichter: Frank Potter-Irwin (England) |
| 24. Februar 1912 | Versuche: Foster Straftritte: Lloyd Dropgoals: Lloyd | (7:3) Bericht | Versuche: Turner Will Erhöhungen: MacCallum | Lansdowne Road, Dublin Schiedsrichter: Frank Potter-Irwin (England) |

| 9. März 1912 | Irland                                                     | 12 : 5        | Wales                                    | Balmoral Showgrounds, Belfast Schiedsrichter: Jack Dallas (Schottland) |
| 9. März 1912 | Versuche: Brown MacIvor Erhöhungen: Lloyd Dropgoals: Lloyd | (0:5) Bericht | Versuche: W. Davies Erhöhungen: Bancroft | Balmoral Showgrounds, Belfast Schiedsrichter: Jack Dallas (Schottland) |

| 16. März 1912 | Schottland                                       | 8 : 3   | England           | Inverleith, Edinburgh Zuschauer: 25.000 Schiedsrichter: Fred Gardner (Irland) |
| 16. März 1912 | Versuche: Sutherland Usher Erhöhungen: MacCallum | Bericht | Versuche: Holland | Inverleith, Edinburgh Zuschauer: 25.000 Schiedsrichter: Fred Gardner (Irland) |

| 25. März 1912 | Wales                                                    | 14 : 8        | Frankreich                                   | Rodney Parade, Newport Zuschauer: 10.000 Schiedsrichter: Arthur Jones (England) |
| 25. März 1912 | Versuche: E. Davies (2) Jones Plummer Erhöhungen: Thomas | (6:8) Bericht | Versuche: Larribau Lesieur Erhöhungen: Boyau | Rodney Parade, Newport Zuschauer: 10.000 Schiedsrichter: Arthur Jones (England) |

| 8. April 1912 | Frankreich                                 | 8 : 18         | England                                                                             | Parc des Princes, Paris Zuschauer: 16.803 Schiedsrichter: T. D. Schofield (Wales) |
| 8. April 1912 | Versuche: Dufau Failliot Erhöhungen: Boyau | (0:14) Bericht | Versuche: Birkett Brougham Eddison Roberts Erhöhungen: Pillman Dropgoals: Coverdale | Parc des Princes, Paris Zuschauer: 16.803 Schiedsrichter: T. D. Schofield (Wales) |